# Omar Hamadistadion
Het Omar Hamadistadion (Arabisch: ستاد عمر حمّادي) is een multifunctioneel stadion in Algiers, de hoofdstad van Algerije. Het stadion wordt meestal gebruikt voor voetbalwedstrijden, de voetbalclub USM Alger maakt gebruik van dit stadion. 
Dit stadion werd geopend in 1935 met de naam Stade Communal de Saint Eugène, die naam zou het tot 1962 behouden. Tussen 1962 en 1998 heette het stadion 'Stade de Bologhine', daarna droeg het zijn huidige naam. In het stadion is plaats voor 17.000 toeschouwers. Er zijn ook bronnen die minder toeschouwers aangeven. Het record werd gevestigd bij een wedstrijd tussen USM Alger en JS Kabylie, in januari 2005 toen er 25.000 toeschouwers bij de wedstrijd aanwezig waren. 